# 瓦伊島
55°02′N 11°22′E / 55.033°N 11.367°E

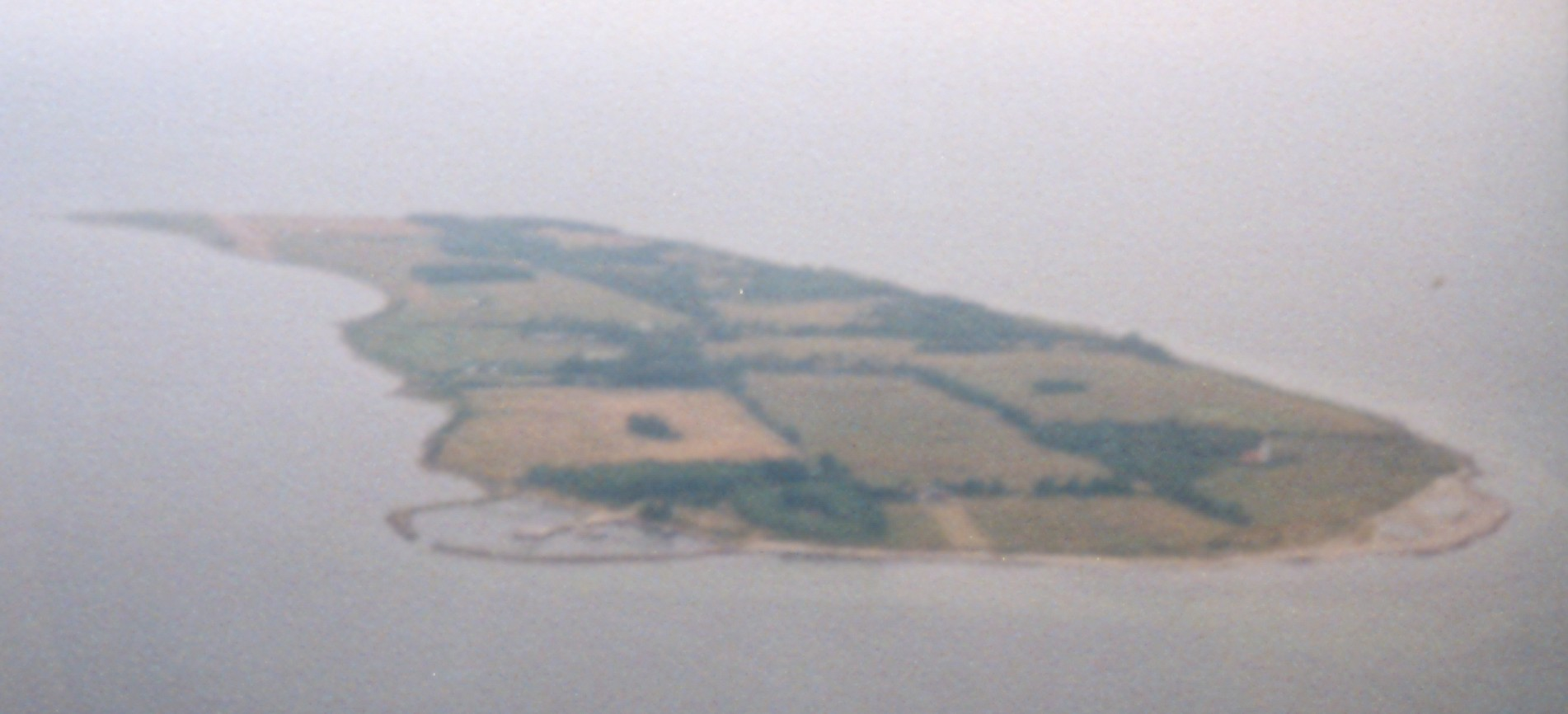

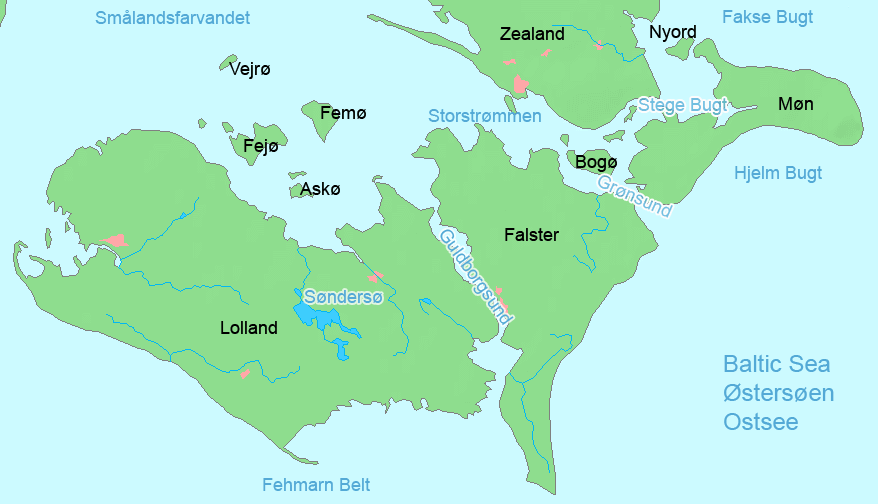

瓦伊島（丹麥語：Vejrø），是丹麥的島嶼，處於洛蘭島以北9公里，距離首都哥本哈根100公里，長2.7公里、寬0.7公里，面積1.57平方公里，最高點海拔高度3米。
该岛属私人岛屿，具备码头、机场及出租小屋；截止2018年共有6人生活于此。